# 4. szimfónia (Beethoven)
A 4., B-dúr szimfónia (op. 60.) Ludwig van Beethoven 1806 nyarán írt szimfóniája. Ősbemutatója 1807 márciusában volt Franz Joseph Maximilian von Lobkowitz házában, egy privát koncert keretein belül. Összesen négy tételt tartalmaz.

## Háttér
A 4. szimfóniát Beethoven Franz Oppersdorff grófnak ajánlotta, aki a szerző egyik támogatójának, Karl von Lichnowsky hercegnek a rokona. Ők ketten akkor találkoztak, amikor Oppersdorff Lichnowsky nyári otthonába utazott, ahol épp a szerző tartózkodott. A gróf akkor meghallgatta Beethoven 2. szimfóniáját, és annyira megtetszett neki, hogy nagy pénzösszeget ajánlott a szerzőnek azért, hogy írjon neki egy új szimfóniát. A 4. szimfónia 1806 nyarán készült el nagyjából egy hónap alatt, amikor Beethoven 4. zongoraversenyén dolgozott és a Fidelión végezte a végső munkálatokat. Hector Berlioz annyira el volt ragadtatva a mű meghallgatása után, hogy úgy gondolta, a mű második tételét nem ember, hanem maga Mihály arkangyal készítette.

## Hangszerelés
A 4. szimfóniát fuvolára, két oboára, két B-re hangolt klarinétre, két fagottra, egy B-re és egy Esz-re hangolt kürtre, két trombitára, üstdobra és vonós szekcióra szerezte Beethoven.

## Felépítés
| Első tétel: Adagio – Allegro vivace |  |
|                                     |  |
|                                     |  |

| Második tétel: Adagio |  |
|                       |  |
|                       |  |

| Harmadik tétel: Allegro vivace |  |
|                                |  |
|                                |  |

| Negyedik tétel:Allegro ma non troppo |  |
|                                      |  |
|                                      |  |

### Első tétel: Adagio – Allegro vivace
Az első tétel szonátaformában íródott, ütemjelzése az Adagio bevezetőben 4/4, a tétel többi részében 2/2. Az Adagio halkan, lassan és sejtelmesen indul, a mélyvonósok komor hangzást idéznek elő. Drámai hangvételként hirtelen az egész zenekar felcsendül, ez viszi át a hallgatót az Allegro vivace részhez. A szerző itt gyakran használja az úgynevezett motívumszövés technikáját, ami jelentéktelennek tűnő kis motívumok összeszövéséből áll, mégis szerves része a tételnek. A tétel kódával záródik, viszonylag röviden.

### Második tétel: Adagio
Egyes zenekritikusok szerint Beethovennek ez a legpoétikusabb tétele, Hector Berlioz így véleményezte: „ez a lény, aki a művészi ihlet e csodáját szerezte, már nem is volt ember, több volt annál”. A dallamok ebben a tételben Mozartra jellemzően széles ívelésűek, a témák pedig rendkívül érzékiek, érzelmesek. Ennek a tételnek műformája szabad szonátaforma, ütemjelzése 3/4.

### Harmadik tétel: Allegro vivace
Annak ellenére, hogy a harmadik tétel szabad triós formában íródott, a scherzo elnevezés lenne valójában a helyes, mivel formai szerkezete ABABA. A betűszkémában az „A” egy két ellentétes hangzású részre osztható témát jelöl, amelynek folytatásában motívikus játékot lehet hallani, a „B” pedig egy lassúbb témájú triót jelöl. Az utolsó formai szerkezeti elem kódaszerű. Ütemjelzése 3/4.

### Negyedik tétel: Allegro ma non troppo
A negyedik tétel szintén szonátaformában íródott, ütemjelzése 2/4. Első témáját a szakirodalom „perpetuum mobilé”-nek nevezi, melynek jelentése örökmozgó. Az első és második témát egy fortissimóban dübörgő unisono-menet köti össze. Ezt egy nyugodtabb, lágyabb hangzású rész követi. Ezek után egy zárótéma következik, majd több hangszeren megismétlődik az első téma. Ezt követően egy fagottszóló hallható, majd az első téma rövidített változata. A szimfóniát végül a negyedik tétel kódája zárja le.

## Fordítás
- Ez a szócikk részben vagy egészben  a   Symphony No. 4 (Beethoven) című angol Wikipédia-szócikk fordításán alapul.  Az eredeti cikk szerkesztőit annak laptörténete sorolja fel. Ez a jelzés csupán a megfogalmazás eredetét és a szerzői jogokat jelzi, nem szolgál a cikkben szereplő információk forrásmegjelöléseként.